# Lamproptera curius
Lamproptera curius (Fabricius, 1787) è un lepidottero diurno appartenente alla famiglia Papilionidae. È diffuso in Asia meridionale e nel sud-est asiatico.

## Descrizione

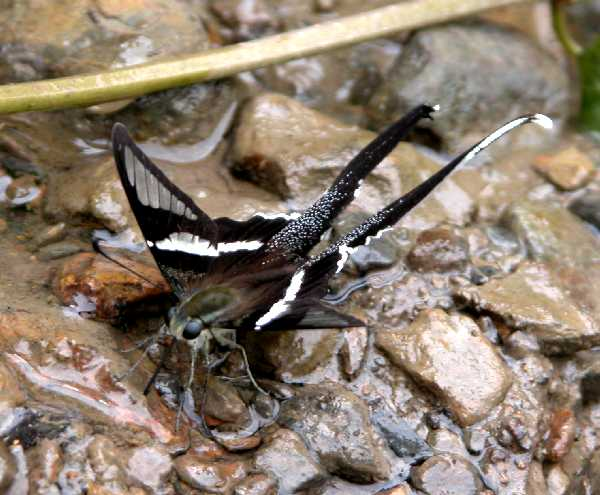
Mud-puddling

La colorazione della superficie superiore della farfalla è nero brunastro opaco. Ali anteriori: si può notare un'ampia striscia trasversale bianca obliqua verso l'esterno che attraversa da poco oltre un terzo basale del margine costale fino al dorso, la cui metà esterna è ialina (cioè simile a un vetro). È seguita da un'area triangolare anch'essa ialina che però non raggiunge la costa o le terminazioni ma è invece percorsa da vene vistosamente nere. Tra la banda trasversale semiialina e l'area ialina, il nero forma una striscia più o meno uniforme leggermente più stretta al centro; il bordo è nero fino alla costa e le terminazioni sono ampie e allargate verso l'apice. Sono inoltre presenti ciglia nere.
Ali posteriori: la banda bianca trasversale dell'ala anteriore prosegue in modo rettilineo e termina puntualmente sulla metà esterna della vena 3 senza che lungo il suo margine esterno sia ialina; metà dell'ala posteriore è marrone scuro opaco, irrorata (cosparsa) con scaglie bianche verso la base della lunga e stretta coda fino alla vena 4; sono presenti ciglia nere. La farfalla è bianca sia sotto la vena 5 ma anche lungo il lato esterno della metà della base della coda, Quest'ultima ha la caratteristica di avere la punta bianca.

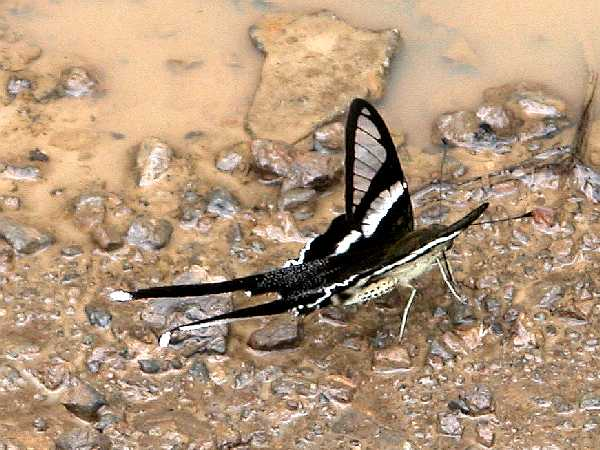
Esemplare intento nel Mud-puddling

Similarmente, la parte inferiore presenta un colore di fondo nero brunastro opaco; un'ampia striscia grigio-terra poco definita verso l'esterno lungo la base delle ali che si sviluppa leggermente lungo il margine dorsale dell'ala posteriore e lungo la costa dell'ala anteriore; la striscia bianca obliqua sull'ala posteriore è unita da una breve linea bianca sinuosa incrociata dal margine dorsale all'apice; al di sotto di quest'ultima sono presenti una serie di macchie bianche irregolari sull'area tornale. Le antenne, il capo e il torace sono neri, l'addome è nero brunastro; sotto, i palpi, il torace e l'addome sono grigiastri; le unghie dei tarsi bifidi sono ricurve. Il maschio presenta un segno o un marchio sessuale.

## Distribuzione e habitat
Questa farfalla vive in India in un'area compresa tra l'Assam e la Birmania. Essa è diffusa anche in Thailandia, Laos, Vietnam, Cina meridionale, Cambogia, Malaysia, Indonesia, Brunei e Filippine.

## Stato di conservazione
In generale, la coda di drago bianca non risulta essere in pericolo in quello che è considerato il suo territorio, ma data la vulnerabilità merita maggiore protezione soprattutto nella Malaysia Peninsulare.

## Ciclo di vita
Il ciclo di vita della farfalla è di circa sei settimane.

### Piante alimentari
Illigera celebica  e Illigera platyandra (famiglia Hernandiaceae ).

### Larva
Nelle prime fasi la larva è nera sopra il torace, si restringe sopra le zampe e si allarga nuovamente all'estremità della coda. La larva è liscia. I lati sopra le zampe sono giallo ocra. Uno stretto bordo intorno alla testa e al segmento anale giallo ocra. Inizialmente la testa è nera. La larva negli stadi successivi diventa verde mela, più scura sul dorso con tre strette strisce gialle dal settimo al decimo segmento e una linea di colore appena sopra le zampe dalla testa alla coda. La testa è verde con quattro macchie nere rotonde sulla corona e altre due più piccole all'angolo delle mascelle.

### Pupa
Nell'allevamento artificiale l'impupamento avviene nella parte inferiore della foglia. La pupa è attaccata da un tampone bianco all'altezza del cremastere e presenta una sottile cintura. È lunga solo 22 mm e il colore varia dal giallo-verde delle foglie giovani allo smeraldo di quelle mature.